# Neoardelio longiala
Neoardelio longiala är en tvåvingeart som beskrevs av Steyskal 1960. Neoardelio longiala ingår i släktet Neoardelio och familjen bredmunsflugor. Inga underarter finns listade i Catalogue of Life.